# Zōjō-ji

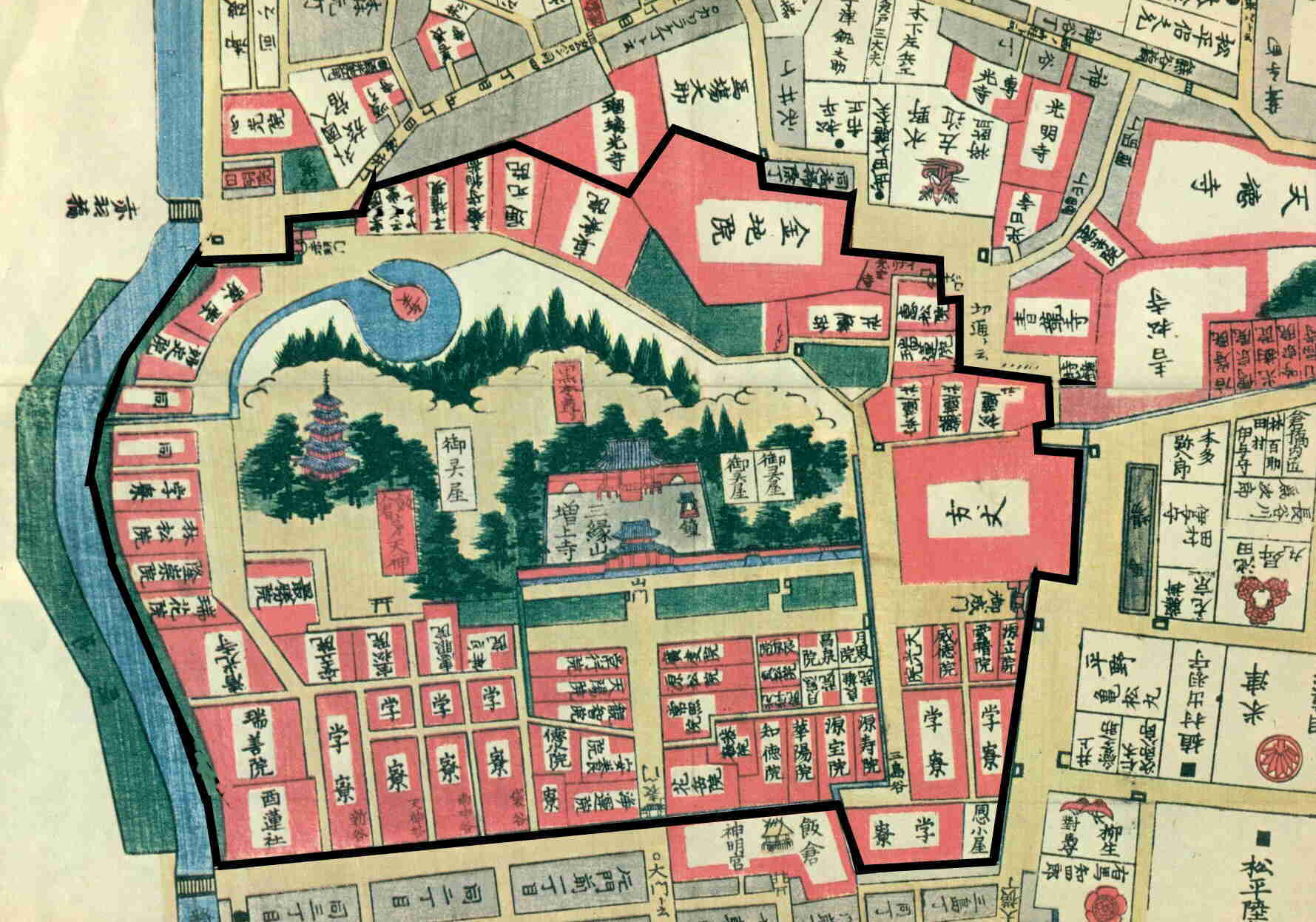
Zōjō-ji mit Untertempeln und Quartieren. Aus dem Kiri-ezu Atago-shita, 1859

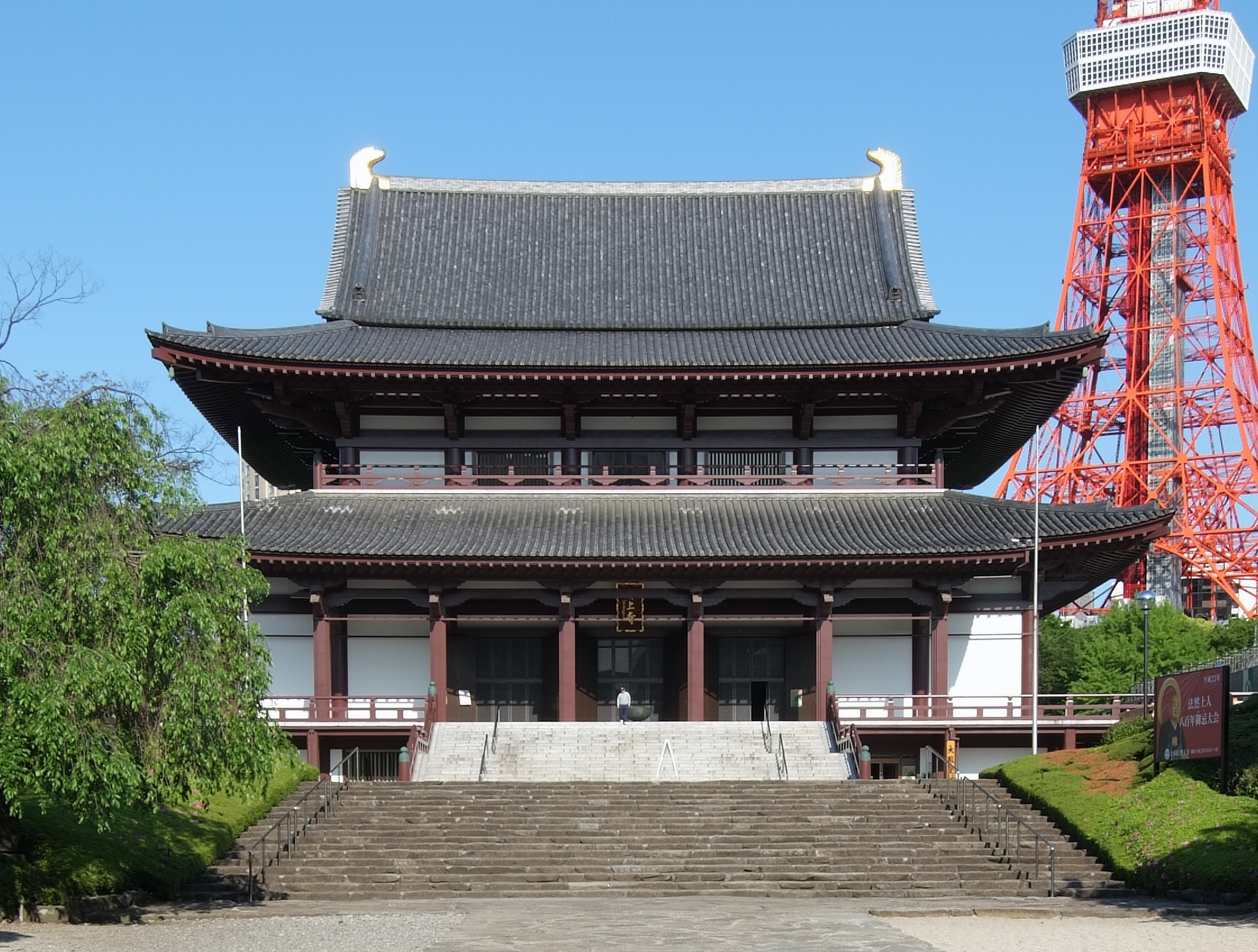
Große Halle und Tokyo Tower

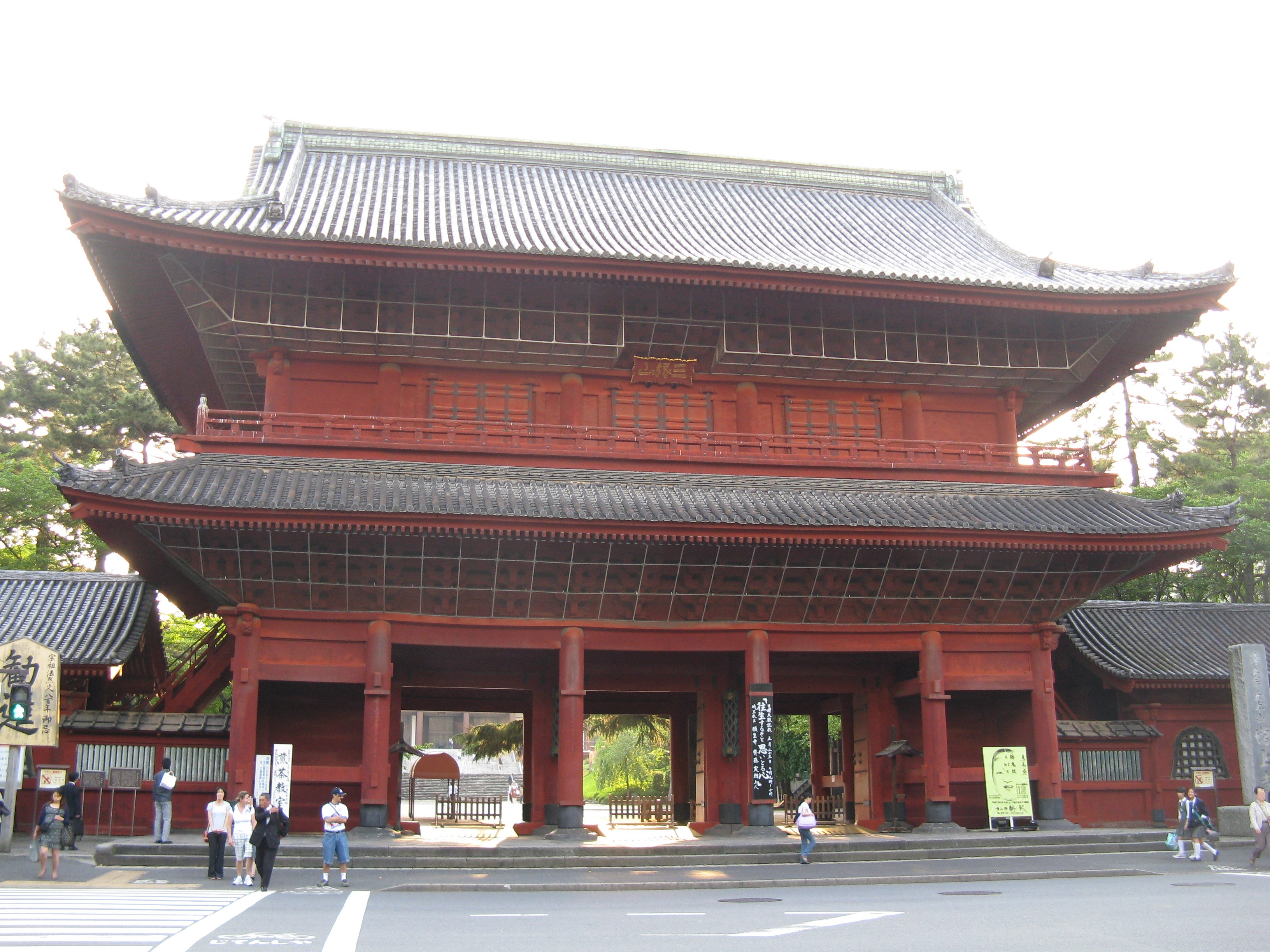
Sanmon

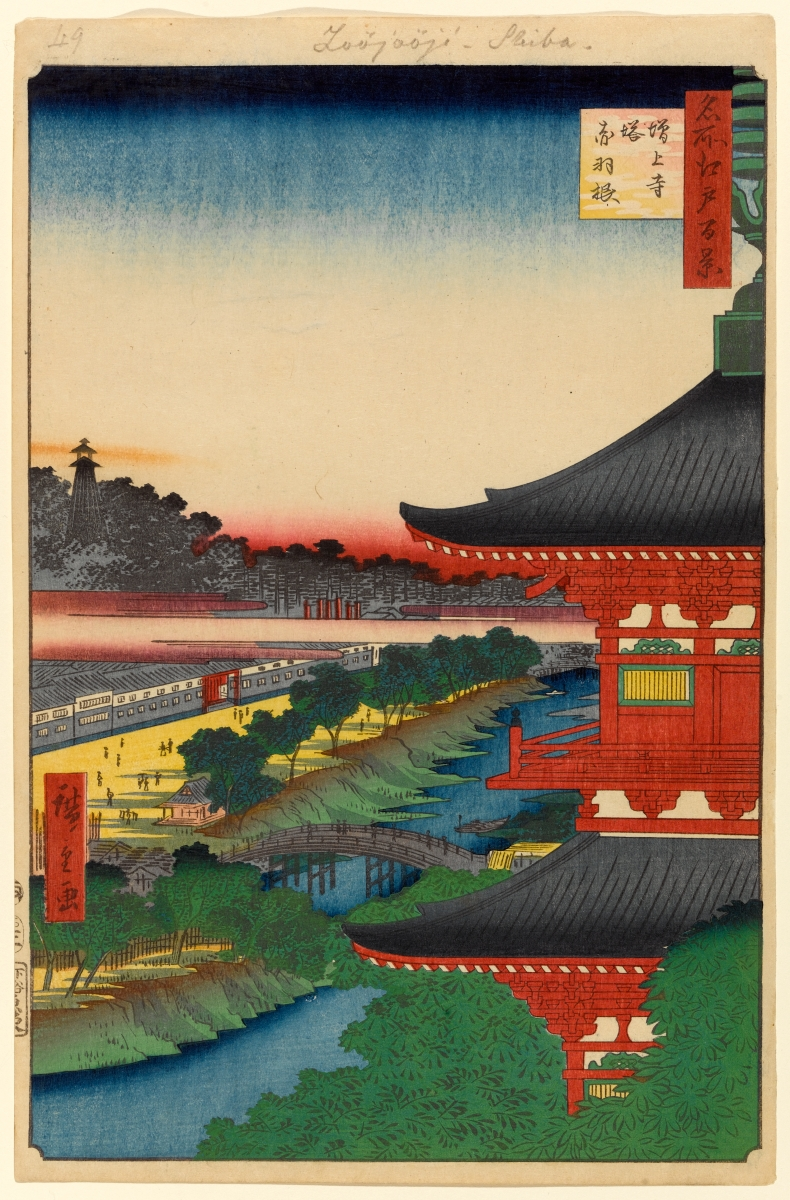
Holzschnitt von Utagawa Hiroshige

Zōjō-ji (jap. 増上寺) ist ein buddhistischer Tempel im Stadtteil Shiba-kōen in Minato in der Präfektur Tokio, Japan. Er war ursprünglich der große Haupttempel der Chinzai-Sekte des Shingon-shū. Der Gründer des Zōjō-ji war Yūyo Shōsō (酉誉聖聡). Der Bergname (sangō) des Tempels ist San’en-zan (三縁山).

## Überblick
Shūei (宗叡, 809–884), ein Schüler von Kūkai, gründete einen Tempel names Kōmyō-ji (光明寺) in Kaizuka (貝塚), dem heutigen Kōjimachi in Chiyoda; von diesem Tempel wird behauptet, er sei der Vorläufer des Zōjō-ji gewesen. Jahrhunderte später, im Jahre 1393 während der Muromachi-Periode zu Lebzeiten Yūyo Shōsōs, konvertierte der Tempel von der Shingon- zur Jōdo-Schule.
Während der Edo-Periode diente der Tempel den Tokugawa als Familientempel (菩提寺, bodaiji). Tokugawa Ieyasu ließ den Tempel zunächst nach Hibiya (Bezirk von Chiyoda) verlegen, bevor er ihn 1598 erneut an seinen heutigen Standort verlegen ließ. In der Edo-Zeit gehörten 48 Untertempel und über 100 Quartiere für Studierende dazu. Mit dem Fall des Tokugawa-Shogunats kamen schwierige Zeiten für den Tempel, der unter der staatlich verordneten Aufwertung des Shintoismus zu Lasten des Buddhismus litt. Zudem brannte 1873 (und 1909) die Haupthalle ab. 1873 wurde das Tempelgelände zum Park erklärt. Dann aber setzte sich 1875 der führende Politiker Itō Hirobumi für den Tempel ein, so dass er wieder Aufschwung nehmen konnte.
Ein großer Teil der Tempel-Anlage wurde während des Zweiten Weltkriegs durch Luftangriffe zerstört, der Tempel und seine Nebengebäude wurden aber zum größten Teil wieder aufgebaut. Verkauft wurde nach dem Krieg der nördliche Teil mit den zerstörten Tokugawa-Grabanlagen. Dabei wurden die Urnen der Tokugawa umgesetzt: sie befinden sich heute hinter der Haupthalle. Das Gebiet östlich des Tempels wird Shiba Daimon (芝大門, dt. „Großes Shiba-Tor“) genannt, da sich dort das Tor (auch 表門 – Omote-mon genannt) als Zugang zu den weitläufigen Anlagen befindet, heute als Replik aus Beton. Es steht heute auf der in direkter Linie zum Tempel führenden Straße auf halbem Weg vom Bahnhof Hamamatsuchō.

## Bauwerke
- Das Sangedatsu-Tor (三解脱門, Sangedatsu-mon) wurde 1622 errichtet und hat – wie auch der Sutren-Speicher (s. u.) – den Zweiten Weltkrieg überlebt. Das große zweistöckige Tor ist als wichtiges Kulturgut klassifiziert. San (三) bedeutet drei und Gedatsu (解脱) bedeutet Moksha. Wenn ein Mann durch dieses Tor schreitet soll er Erlösung von drei Leiden finden: Ton (貪, dt. Gier), Shin (瞋, dt. Hass) und Chi (癡, dt. Dummheit).
- Der Sutren-Speicher (経蔵, kyōzō), der ungewöhnlich groß ist, wurde 1605 erbaut. Er ist das älteste erhaltene Bauwerk in Tokyo, wenn auch nicht mehr ganz in der originalen Form.
- Die große Halle (大殿, Daiden) wurde erst 1974 aus Beton wiederaufgebaut und besitzt Merkmale sowohl klassischer buddhistischer Bauweise als auch moderne Züge.
- Das Onarimon (御成門), das wichtige Tor an der nördlichen, der Stadt zugewandten Seite des Tempelbezirkes steht nun außerhalb. Die U-Bahn-Station Onarimon ist ganz in der Nähe.
- Die große Glocke (Daibonsho) des Tempels wurde 1673 fertiggestellt und wird zweimal täglich geläutet, je sechsmal morgens sowie abends. Dies soll nicht nur der Ansage der Zeit, sondern der spirituellen Reinigung der Menschen dienen.

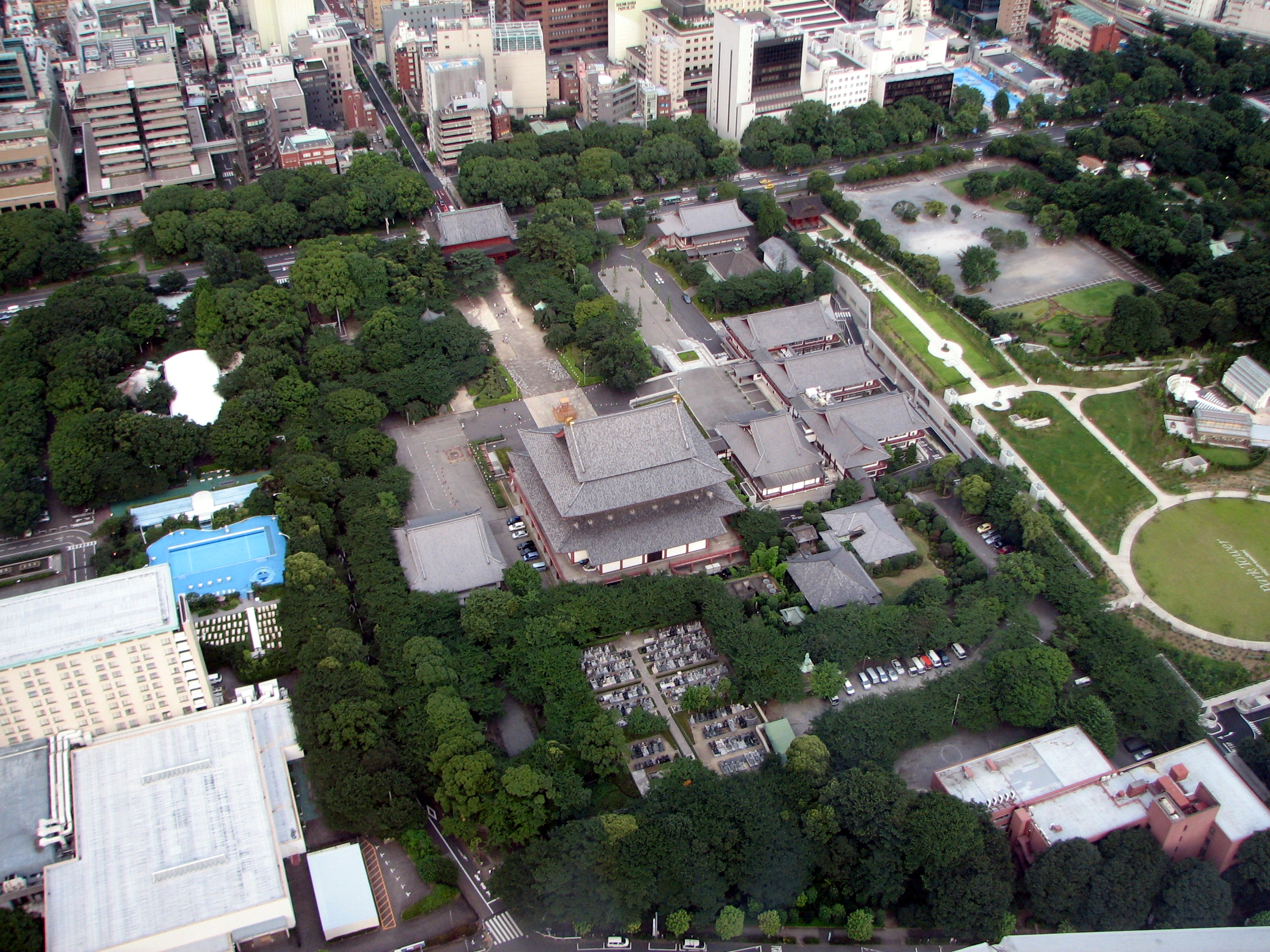
Luftaufnahme vom Tokyo Tower aus
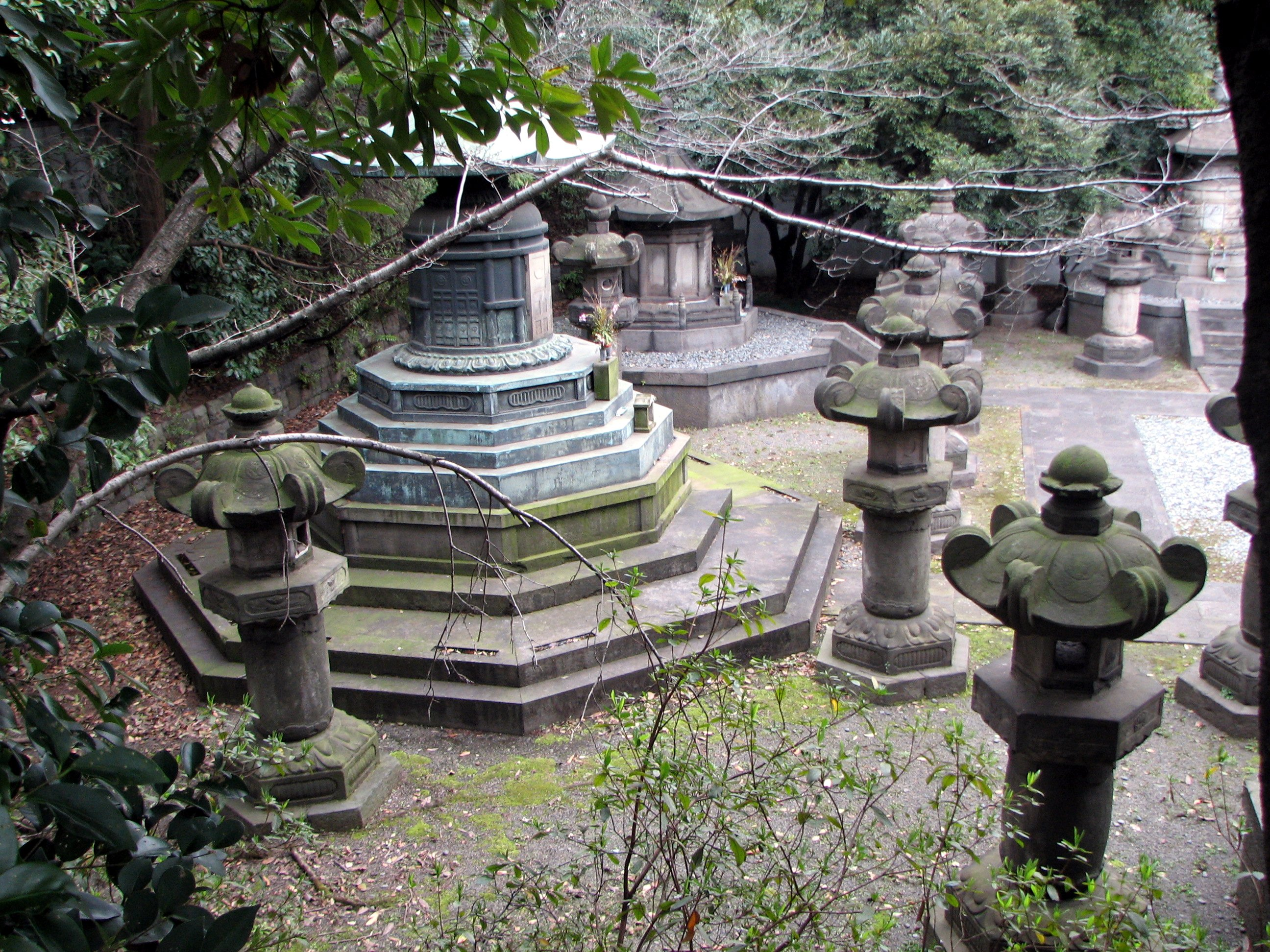
Urnen der Tokugawa
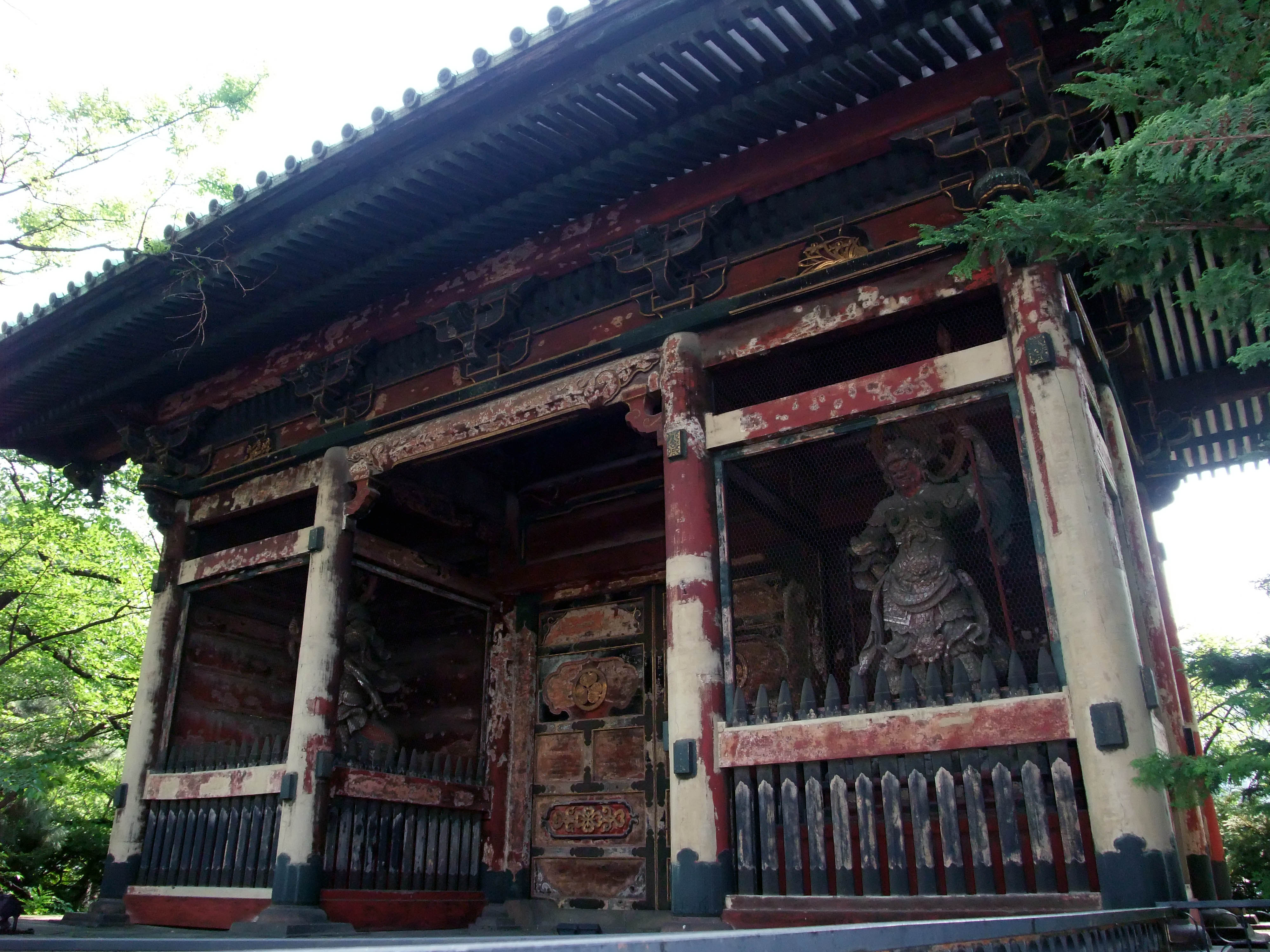
Niten-mon
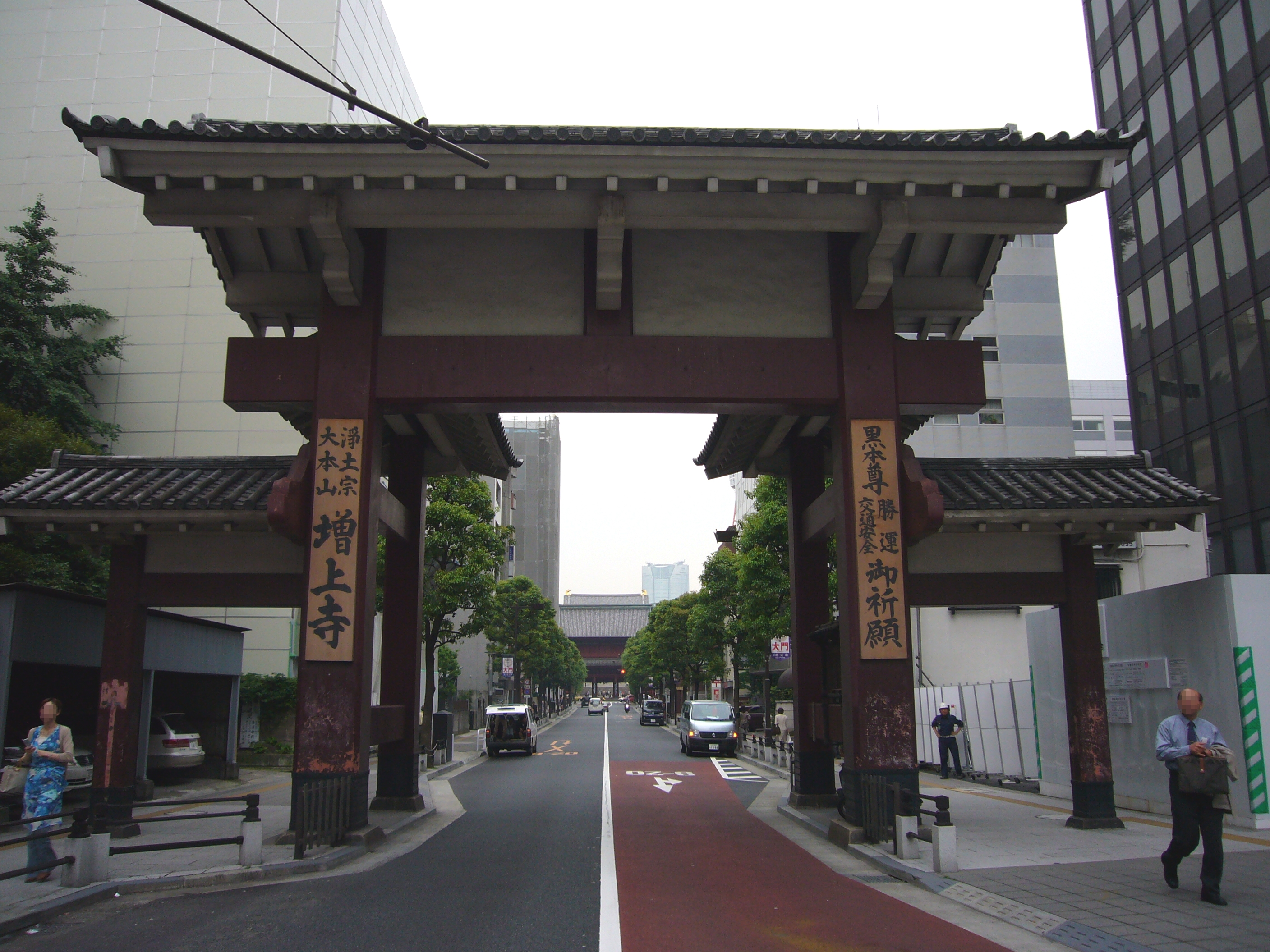
Großes Tor (大門, Daimon)
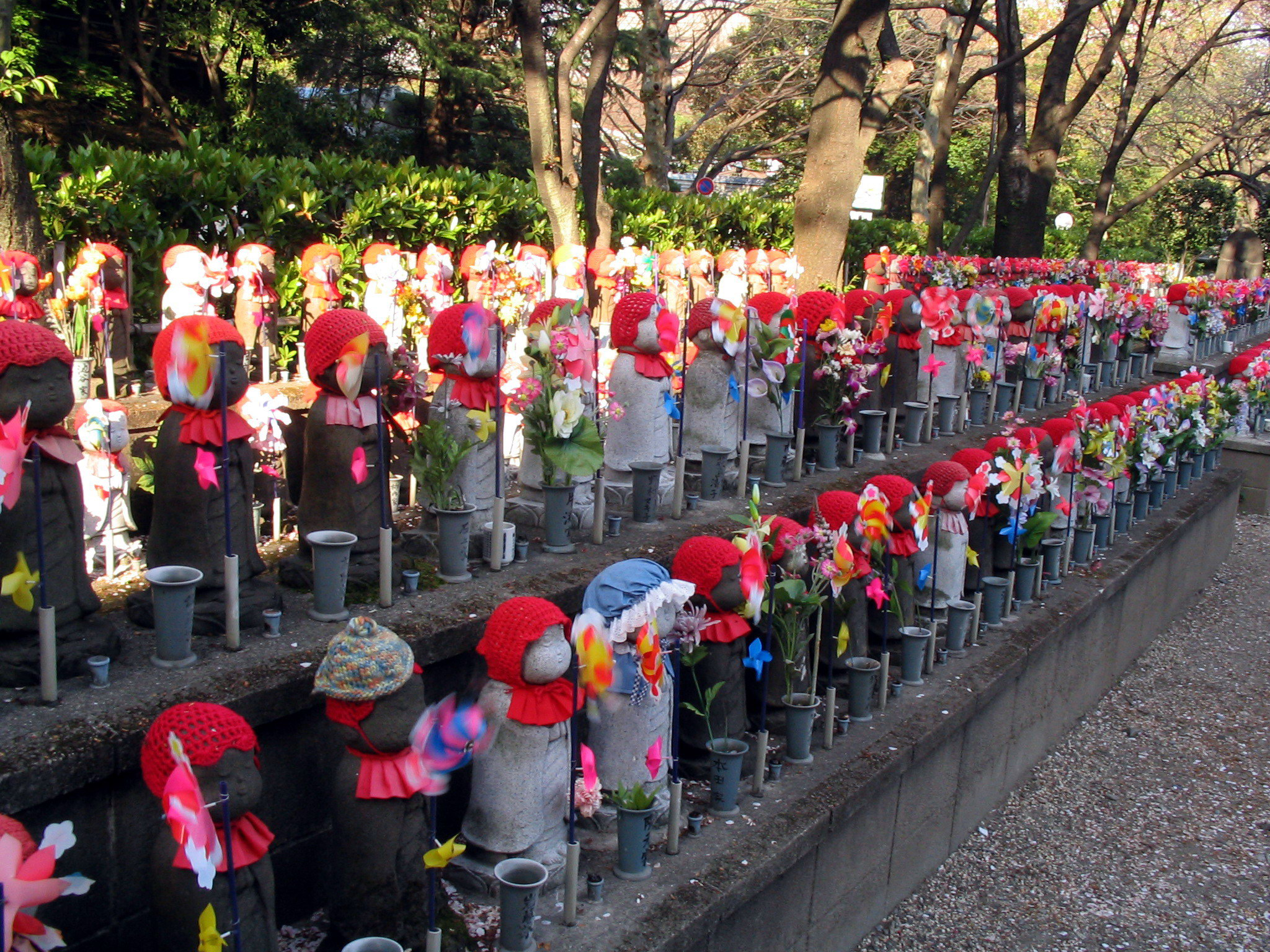
Jizō-Statuen am Tempel
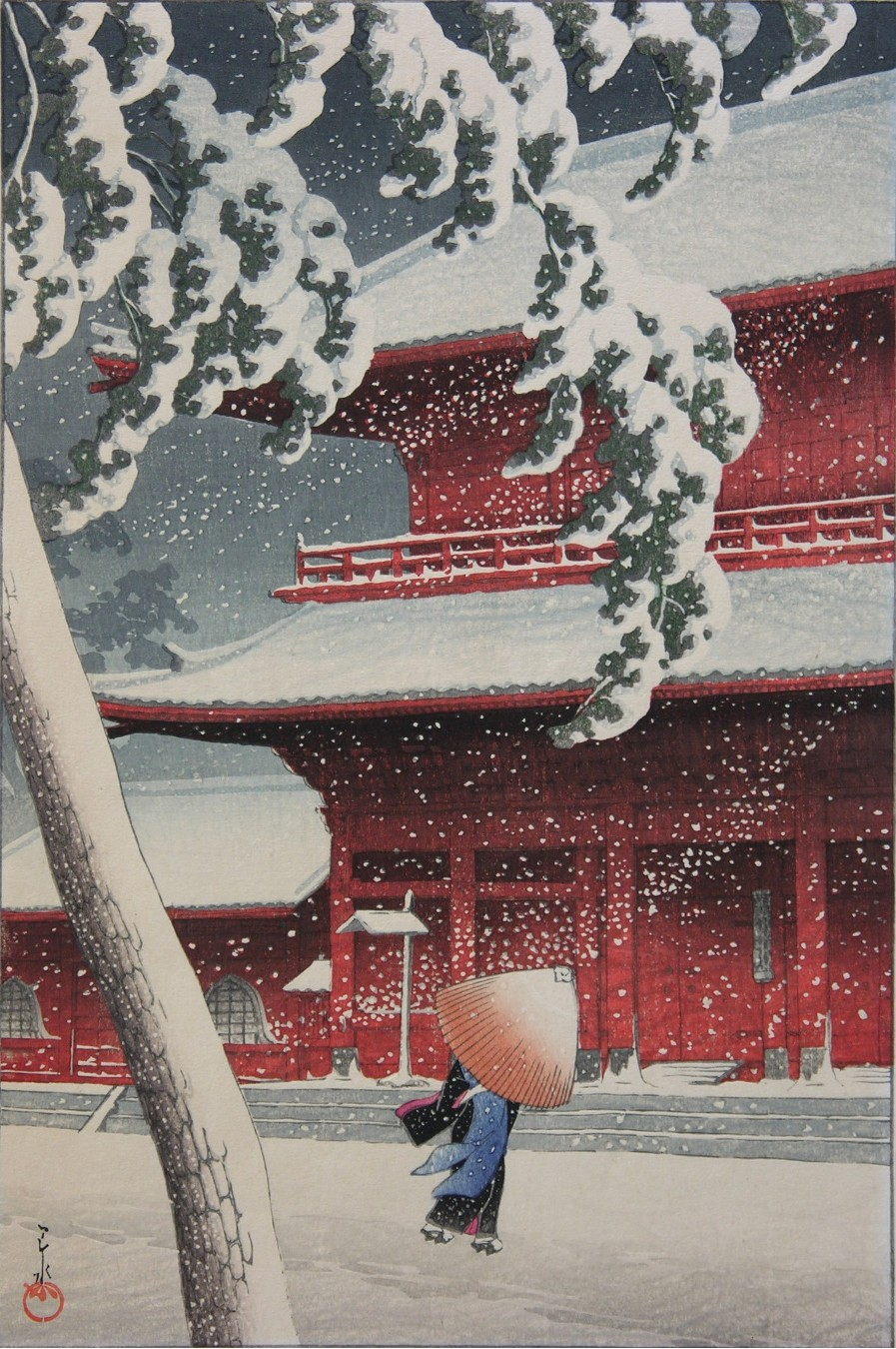
Holzschnitt von Kawase Hasui
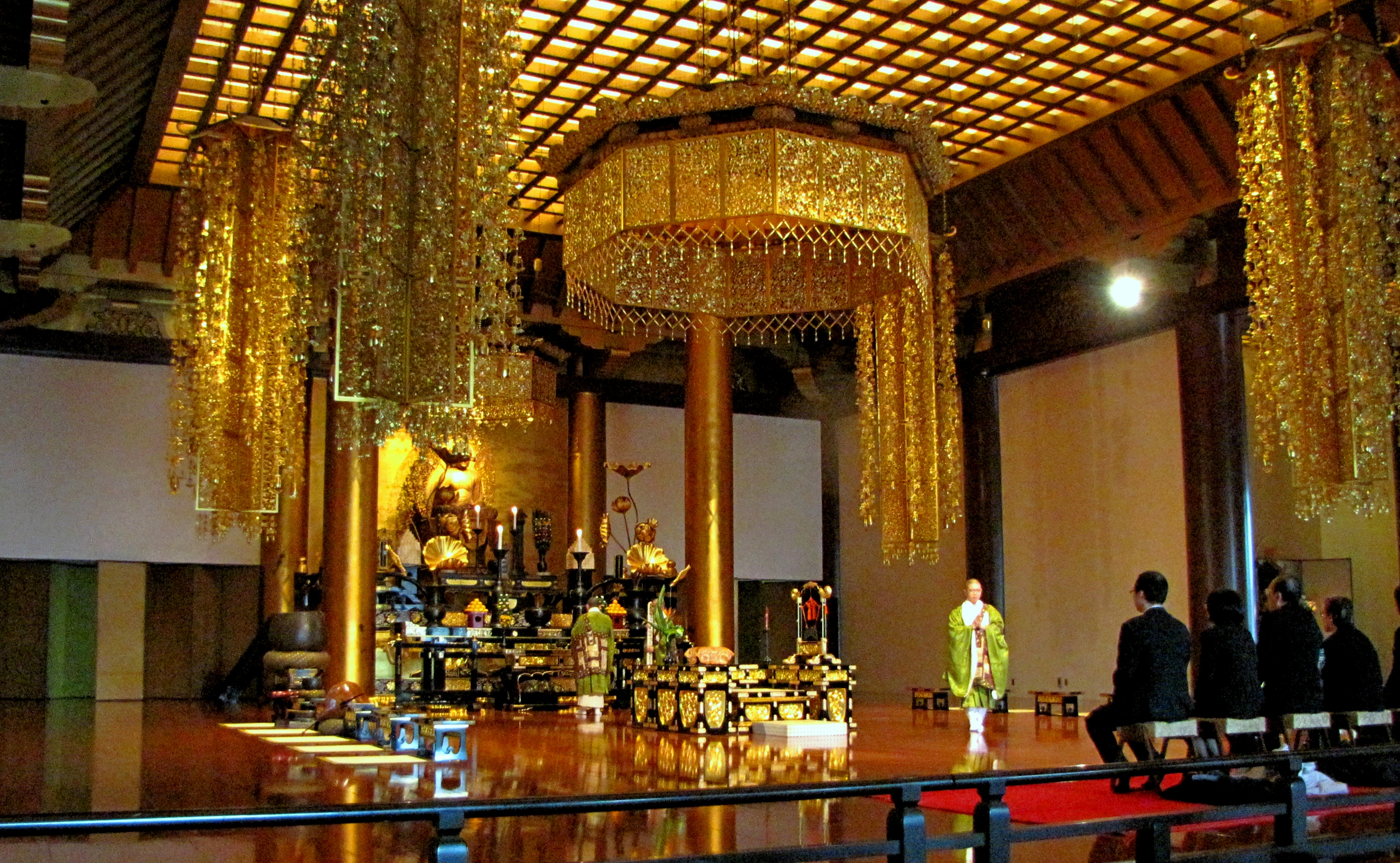
Die große Halle (大殿, Daiden)
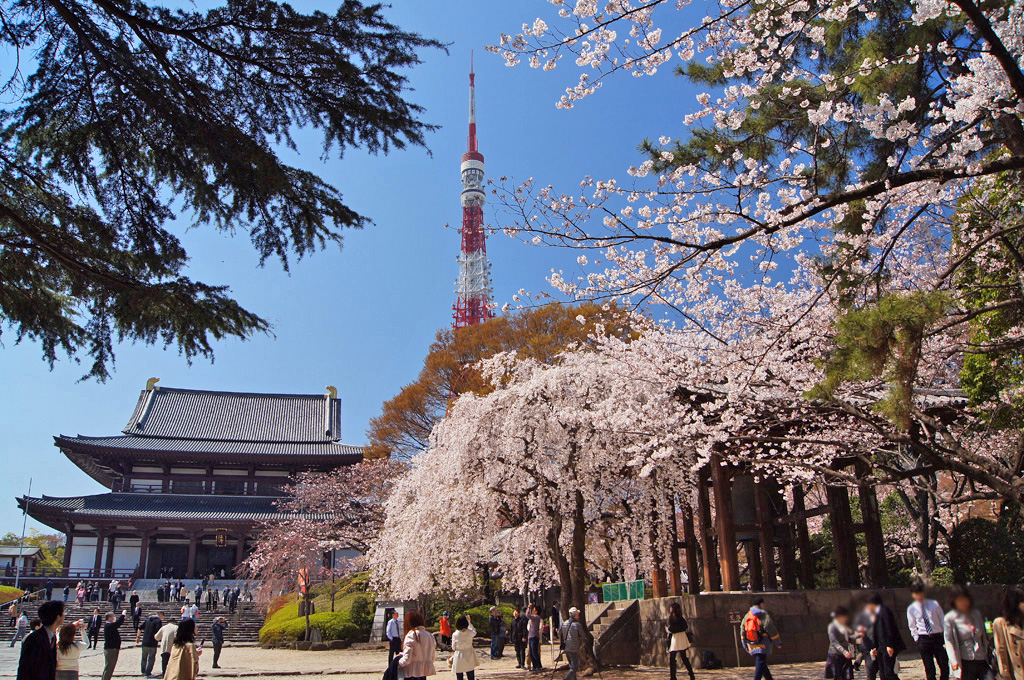
Kirschblüte
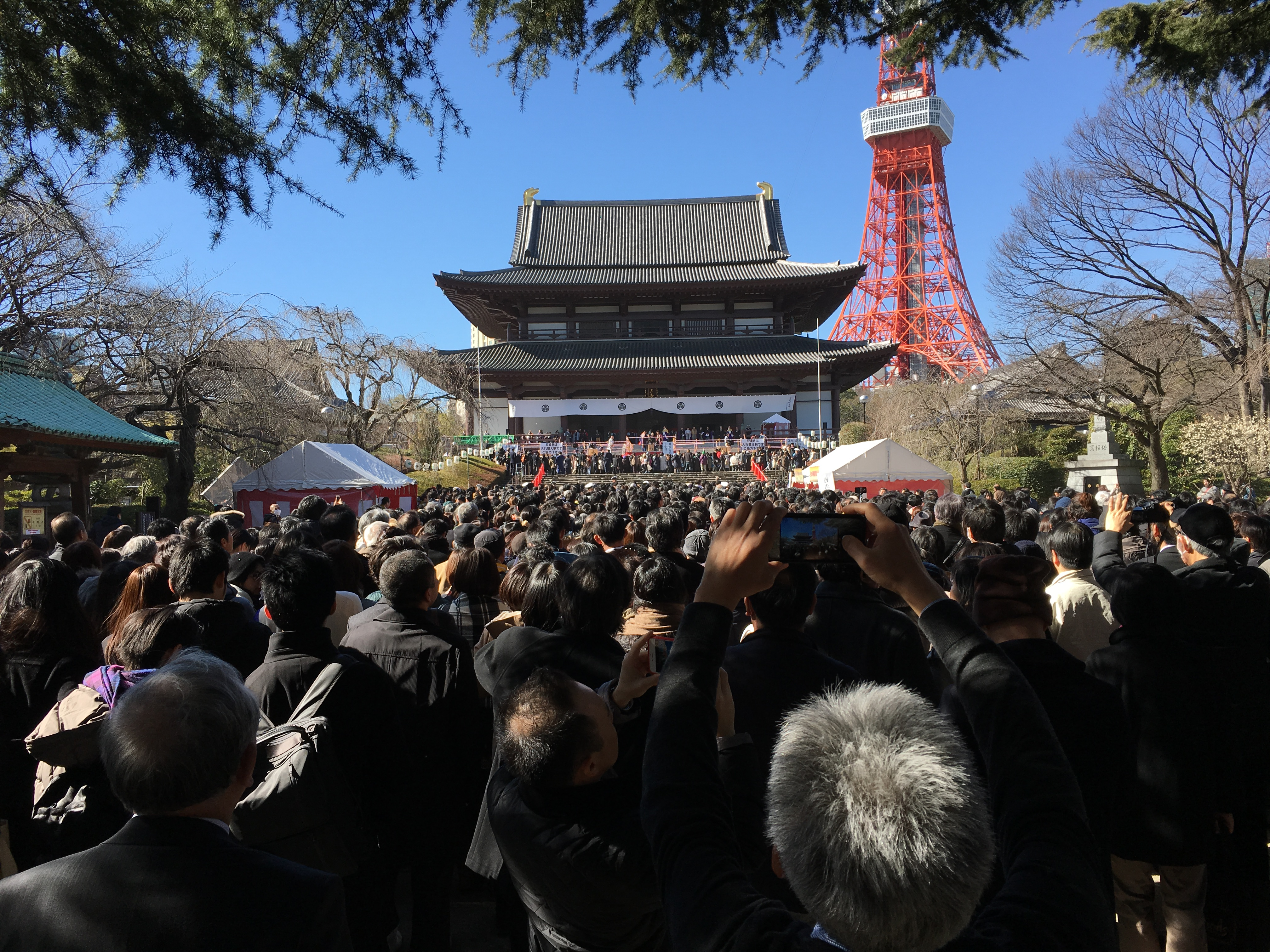
Setsubun
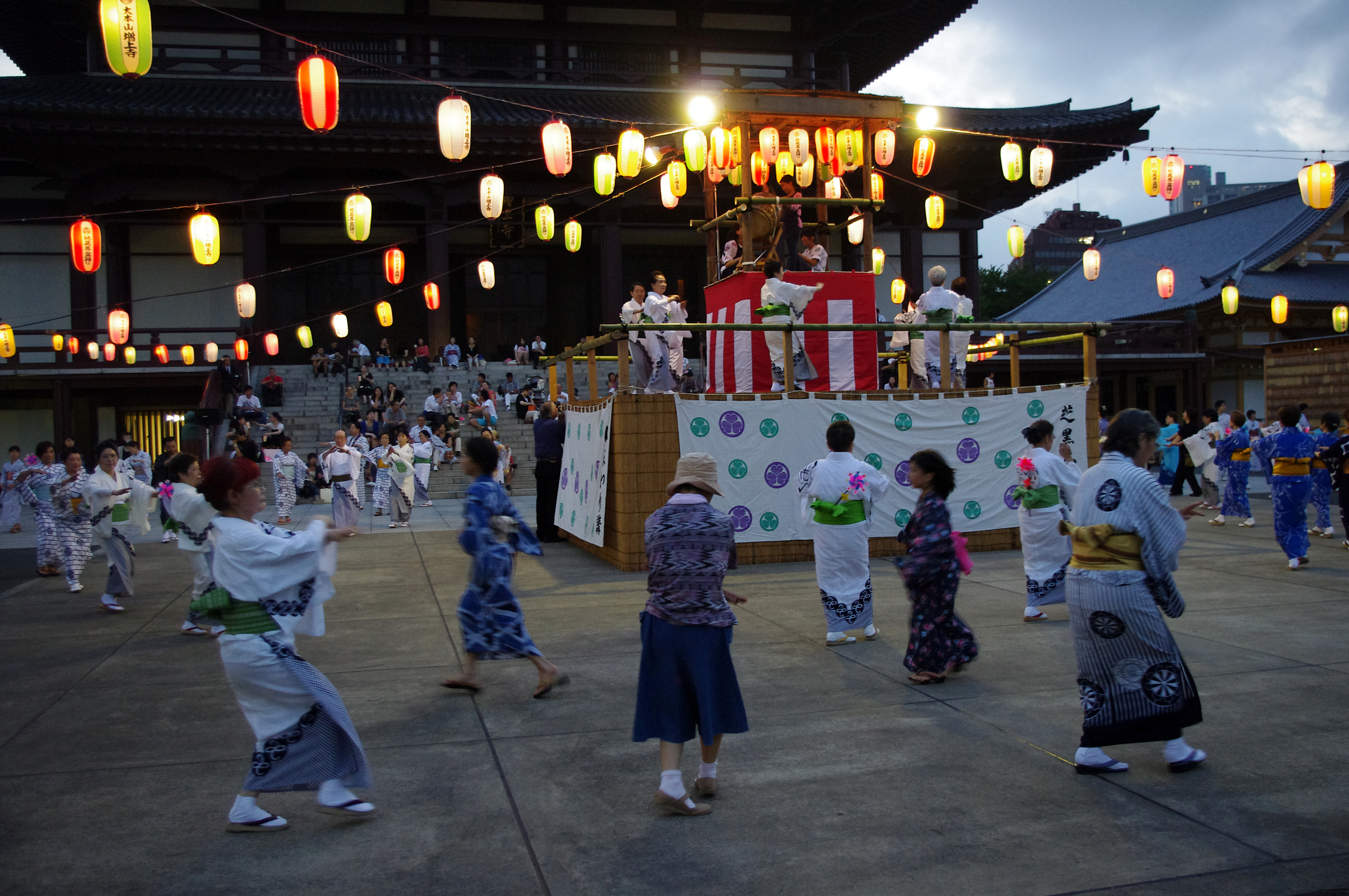
Obon

## Mausoleen der Tokugawa
Sechs der insgesamt 15 Tokugawa-Shogune liegen in Zōjō-ji begraben:
- 2. Shogun Hidetada mit seiner Frau,
- 6. Shogun Ienobu mit seiner Frau,
- 7. Shogun Ietsugu,
- 9. Shogun Ieshige,
- 12. Shogun Ieyoshi und
- 14. Shogun Iemochi mit seiner Frau Kazu no Miya.[Anm 3]

Die Grabanlagen von Hidetada und das Monument seiner Frau Sūgen'in, von Ienobu und von Ietsugu wurden als nationale Schätze deklariert, wurde aber im Zweiten Weltkrieg zerstört. Erhalten sind die metallenen Urnen in Form der kompakten Hōtō-Pagode. Sie sind nun hinter der Haupthalle in einem kleinen umzäunten Bezirk aufgestellt. Nur zwei Tore zu ehemaligen Grabanlagen sind erhalten, sie gehören jetzt nicht mehr zum Tempelbezirk:
1. Daitokuin reibyō Somon (1632) (台徳院霊廟門)
2. Yushoin reibyō Niten-mon (1717) (有章院霊廟二天門)